# Climent VII
|  | Per l'antipapa anomenat Climent VII vegeu Climent VII d'Avinyó |

|  | No s'ha de confondre amb Jacobus Clemens non Papa. |

Climent VII (italià: Clemente VII; llatí: Clemens VII; nascut com Giulio de' Medici ; 26 de maig de 1478 - 25 de setembre de 1534) va ser cap de l'Església catòlica i governant dels Estats Pontificis des del 19 de novembre de 1523 fins a la seva mort el 25 Setembre de 1534. Considerat "el més desafortunat dels papes", el regnat de Climent VII va estar marcat per una ràpida successió de lluites polítiques, militars i religioses, moltes en curs, que van tenir conseqüències de gran abast per al cristianisme i el món polític.
Elegit el 1523 al final del Renaixement italià, Climent va arribar al papat amb una gran reputació com a home d'estat. Havia servit amb distinció com a assessor principal del papa Lleó X (1513-1521), del papa Adrià VI (1522-1523), i meritablement com a gran mestre de Florència (1519-1523). Assumint el lideratge en un moment de crisi, amb la difusió de la reforma protestant; l'Església a punt de fallir; i els grans exèrcits estrangers que envaïen Itàlia, Climent va intentar inicialment unir la cristiandat fent la pau entre els molts líders cristians que llavors eren controvertits. Més tard, va intentar alliberar Itàlia de l'ocupació estrangera, creient que amenaçava la llibertat de l'Església.
La complexa situació política dels anys 1520 va frustrar els esforços de Clement. Heretar reptes sense precedents, inclosa la reforma protestant de Martí Luter al nord d'Europa; una gran lluita de poder a Itàlia entre els dos reis més poderosos d'Europa, l'emperador del Sacre Imperi Romanogermànic Carles V i Francesc I de França, cadascun dels quals exigia al Papa que escollís un bàndol; i les invasions turques d'Europa de l'Est dirigides per Solimà el Magnífic, els problemes de Climent es van agreujar amb el divorci contenciós del rei Enric VIII d'Anglaterra, cosa que va provocar que Anglaterra se separés de l'Església Catòlica; i el 1527, es van agreujar les relacions amb l'emperador Carles V, cosa que va conduir al violent saqueig de Roma, durant el qual Climent va ser empresonat. Després d'escapar del confinament al castell de Sant'Angelo, Climent —amb poques opcions econòmiques, militars o polítiques que quedaven— va comprometre la independència de l'Església i d'Itàlia aliant-se amb el seu antic carceller, Carles V.
En contrast amb el seu pontificat torturat, Climent era personalment respectable i devot, posseïa una "dignitat de propietat de caràcter", "grans adquisicions tant teològiques com científiques", així com "extraordinària adreça i penetració; Climent VII, en temps serens, podria tenir va administrar el poder papal amb una alta reputació i una envejable prosperitat. Però, amb tota la seva profunda visió dels afers polítics d'Europa, Clement no sembla haver comprès la posició alterada del Papa "en relació amb els emergents estats nació d'Europa i el protestantisme.
Climent va deixar un important llegat cultural a la tradició Medici. Va encarregar obres icòniques de Rafael, Benvenuto Cellini i Miquel Àngel, incloent El Judici Final a la capella Sixtina. E n qüestions de ciència, Climent és conegut sobretot per aprovar, el 1533, la teoria de Nicolau Copèrnic que la Terra gira al voltant del Sol, 99 anys abans del judici d'heretgia de Galileo Galilei per obtenir idees similars. Eclesiàsticament, Climent és recordat per les ordres de protecció dels jueus de la Inquisició, aprovant els ordes dels Teatins i dels Caputxins, i assegurant l'illa de Malta per als Cavallers de Malta.

## Inicis

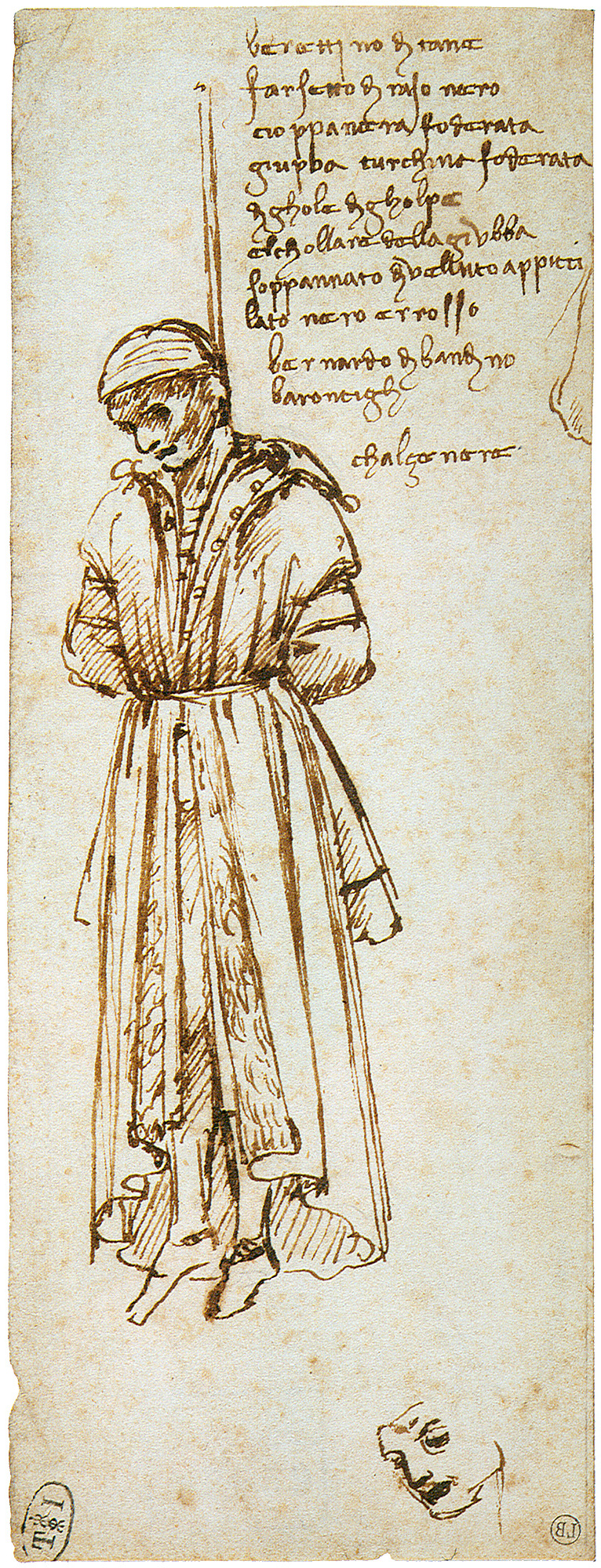
Penjament de Bernardo Baroncelli, Leonardo da Vinci 1479. Conspirador Pazzi.

La vida de Giulio de 'Medici va començar en circumstàncies tràgiques. El 26 d'abril de 1478 —exactament un mes abans del seu naixement—, el seu pare, Giuliano de Medici (germà de Llorenç el Magnífic) va ser assassinat a la catedral de Florència per enemics de la seva família, en el que ara es coneix com "La Conspiració dels Pazzi". Va néixer il·legítimament el 26 de maig de 1478, a Florència; es desconeix la identitat exacta de la seva mare, tot i que una pluralitat d'erudits afirmen que es tracta de Fioretta Gorini, la filla d'un professor universitari. Giulio va passar els primers set anys de vida amb el seu padrí, l'arquitecte Antonio da Sangallo el Vell.
Després, Lorenzo el Magnífic el va criar com un dels seus propis fills, al costat dels seus fills Giovanni (el futur papa Lleó X), Piero i Giuliano. Educat al Palazzo Medici de Florència per humanistes com Angelo Poliziano, i al costat de prodigis com Miquel Àngel, Giulio es va convertir en un músic complert. En personalitat tenia la fama de ser tímid i, en aparença física, guapo.
La inclinació natural de Giulio era per al clergat, però la seva il·legitimitat el va impedir posicions d'alt rang a l'Església. Per tant, Lorenzo el Magnífic el va ajudar a desenvolupar una carrera de soldat. Va allistar-se als Cavallers de Rodes, però també es va convertir en Gran Prior de Càpua. El 1492, quan Lorenzo el Magnífic va morir i Giovanni de Medici va assumir les seves funcions de cardenal, Giulio es va implicar més en els assumptes de l'Església. Va estudiar dret canònic a la Universitat de Pisa i va acompanyar Giovanni al conclave de 1492, on Roderic Borgia va ser elegit papa Alexandre VI.
Després de les desgràcies del primer fill primogènit de Lorenzo el Magnífic, Piero el Desafortunat, els Medici van ser expulsats de Florència el 1494. Durant els següents sis anys, el cardenal Giovanni i Giulio van vagar junts per Europa, sent arrestats dues vegades (primer a Ulm i més tard a Rouen). Cada vegada Piero el Desgraciat els rescatava. In El 1500, tots dos van tornar a Itàlia i van concentrar els seus esforços a restablir la seva família a Florència. Tots dos van ser presents a la batalla de Ravenna el 1512, on el cardenal Giovanni va ser capturat pels francesos, però Giulio va escapar; això va fer que Giulio es convertís en emissari del Papa Juli II. Aquell mateix any, amb l'ajuda del papa Juli i les tropes de Ferran d'Aragó, els Mèdici van reprendre el control de Florència.

### Paternitat d'Alessandro de 'Medici
El 1510, mentre els Mèdici vivien a prop de Roma, una criada de la seva llar —identificat documentalment com a Simonetta da Collevecchio - va quedar embarassada i va donar a llum un fill, Alexandre de Mèdici (1510-1537), duc d'Urbino i senyor de Florència. Sobrenomenat "il Moro" ("el morisc") a causa de la seva fosca pell, Alessandro va ser oficialment reconegut com el fill il·legítim de Llorenç II de Mèdici, però en el moment i fins avui, diversos estudiosos suggereixen que Alessandro era el fill il·legítim de Giulio de 'Medici. La veritat del seu llinatge continua sent desconeguda i debatuda.
Independentment de la seva paternitat, al llarg de la breu vida d'Alessandro, Giulio —com a papa Climent VII— li va mostrar un gran favoritisme, elevant Alessandro sobre Hipòlit de Mèdici com el primer monarca hereditari de Florència, malgrat les qualificacions comparables d'aquest.

## Cardenal

### Sota el papa Lleó X

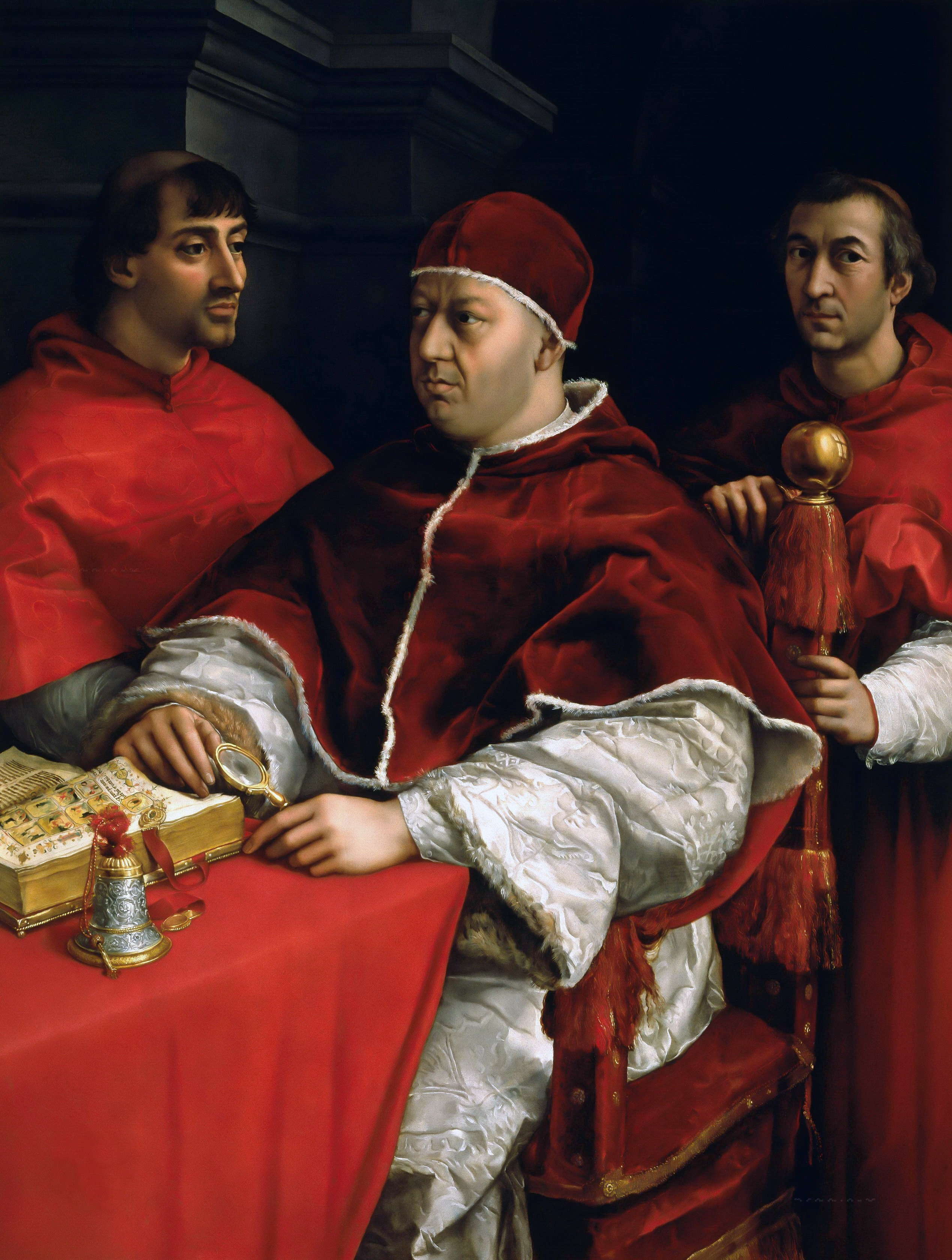
Giulio Cardinal de 'Medici, esquerra; amb el seu cosí el papa Lleó X, centre; i el cardenal Luigi de 'Rossi, a la dreta; de Rafael, 1519.

Giulio de 'Medici va aparèixer a l'escena mundial el març de 1513, a l'edat de 35 anys, quan el seu cosí Giovanni de Medici va ser elegit papa, prenent el nom de Lleó X. El papa Lleó X va regnar fins a la seva mort l'1 de desembre de 1521 .
"Sabedor, intel·ligent, respectable i treballador", la reputació i les responsabilitats de Giulio de 'Medici van créixer a un ritme ràpid, inusual fins i tot per al Renaixement. Al cap de tres mesos de l'elecció de Lleó X, va ser nomenat arquebisbe de Florència. Més tard, aquella tardor, totes les barreres per assolir els càrrecs més alts de l'Església van ser eliminades per una dispensa papal que declarava legítim el seu naixement. Va indicar que els seus pares havien estat promesos per sponsalia de pressenti, (és a dir, "casar-se segons la paraula dels presents.") Sigui o no això era cert, va permetre a Lleó X crear-lo cardenal durant el primer consistori el 23 de setembre de 1513. El 29 de setembre va ser nomenat cardenal diaca de Santa Maria a Dominica, càrrec que el papa havia desocupat.
La reputació del cardenal Giulio durant el regnat de Lleó X és registrada pel contemporani Marco Minio, l'ambaixador venecià a la cort papal, que va escriure en una carta al Senat venecià el 1519: "El cardenal de Medici, cardenal nebot del papa, que no ho és legítim, té un gran poder amb el Papa; és un home amb una gran competència i una gran autoritat; resideix amb el Papa i no fa res d'importància sense haver-lo consultat abans. Però torna a Florència per governar la ciutat "

#### Home d'estat
Tot i que el cardenal Giulio no va ser nomenat oficialment vicecanceller de l'Església (segon al comandament) fins al 9 de març de 1517, a la pràctica Lleó X va governar en col·laboració amb el seu cosí des del principi. Inicialment, les seves funcions se centraven principalment en l'administració dels assumptes de l'Església a Florència i la realització de relacions internacionals. El gener de 1514, el rei Enric VIII d'Anglaterra el va nomenar cardenal protector d'Anglaterra. L'any següent, el rei Francesc I de França el va nomenar arquebisbe de Narbona i el 1516 el va nomenar cardenal protector de França. En un escenari típic de la mentalitat d'estat independent del cardenal Giulio, els respectius reis d'Anglaterra i França, que reconeixien un conflicte d'interessos a Giulio que protegia ambdós països simultàniament, van exercir pressions sobre ell perquè renunciés a la seva altra protecció; per a la seva consternació, es va negar.
La política exterior del cardenal Giulio es va conformar amb la idea de "la libertà d'Italia", que pretenia alliberar Itàlia i l'Església de la dominació francesa i imperial Això es va fer evident el 1521, quan una rivalitat personal entre el rei Francesc I i l'emperador del Sacre Imperi Romanogermànic Carles V va entrar en guerra al nord d'Itàlia del Sacre Imperi Romanogermànic Francesc I esperava que Giulio, el cardenal protector de França, el donés suport; però Giulio va percebre Francesc com una amenaça per a la independència de l'Església, particularment el control que aquesta tenia sobre la Llombardia i el seu ús del Concordat de Bolonya per controlar l'Església a França. En aquell moment, l'Església volia que l'emperador Carles V combatés el luteranisme, creixent llavors a Alemanya. Així doncs, el cardenal Giulio va negociar una aliança en nom de l'Església per donar suport al Sacre Imperi Romanogermànic contra França. Aquella tardor, Giulio va ajudar a liderar un exèrcit imperial-papal victoriós sobre els francesos a Milà i Llombardia. Tot i que la seva estratègia per canviar aliances per alliberar l'Església i Itàlia de la dominació estrangera va resultar desastrosa durant el seu regnat com a papa Climent VII, durant el regnat de Lleó X va mantenir hàbilment un equilibri de poder entre les faccions internacionals competidores que volien influir en l'Església.

#### Assoliments

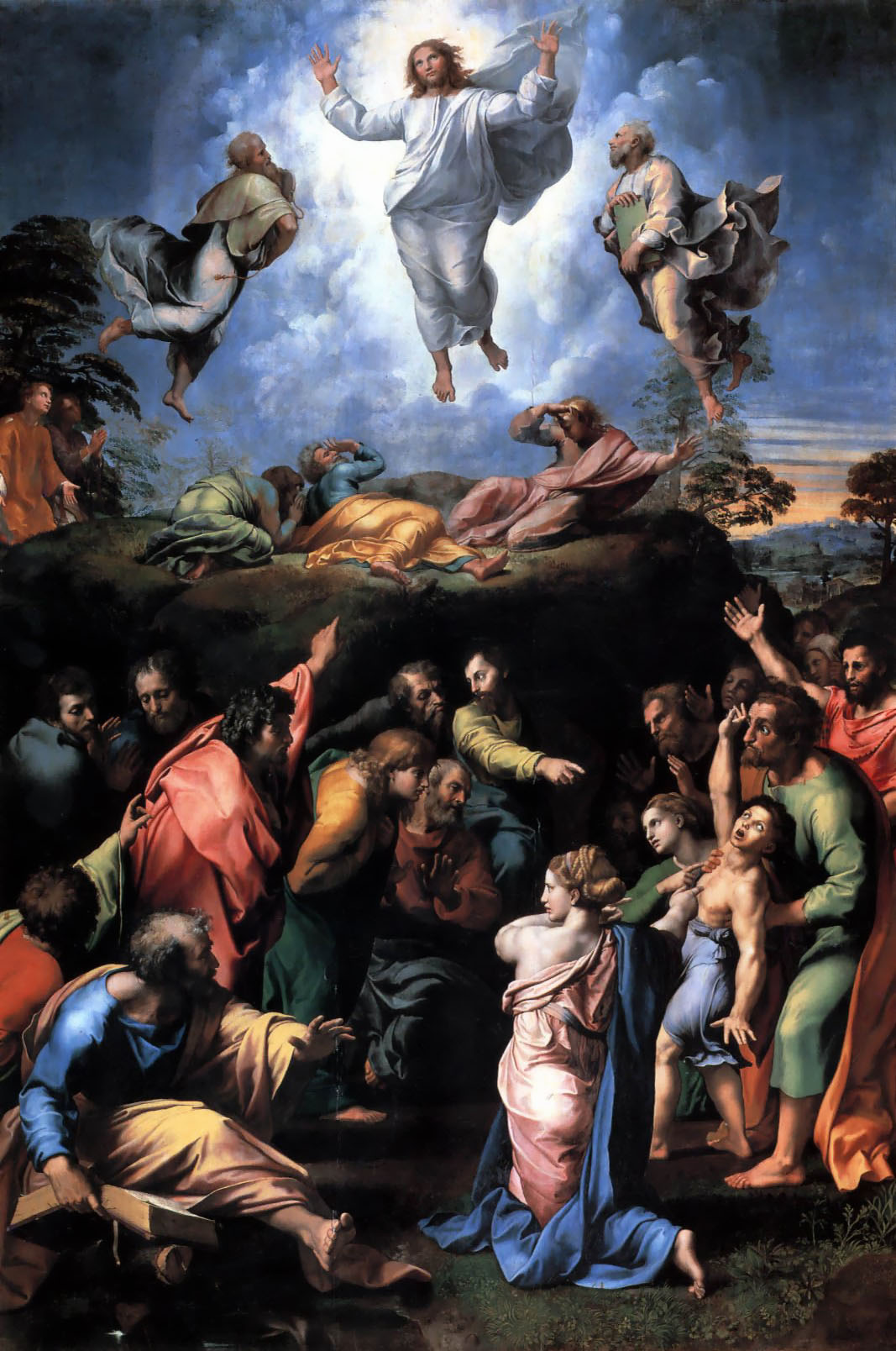
La transfiguració, de Rafael, 1520. Encàrrec del cardenal Giulio de 'Medici

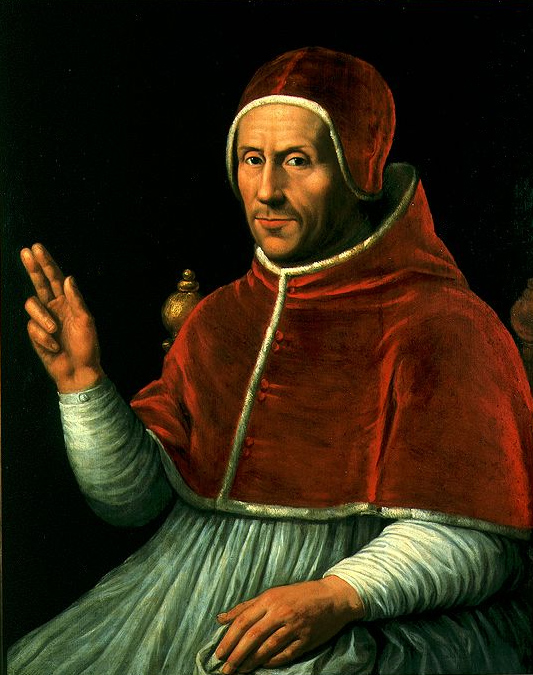
Papa Adrià VI

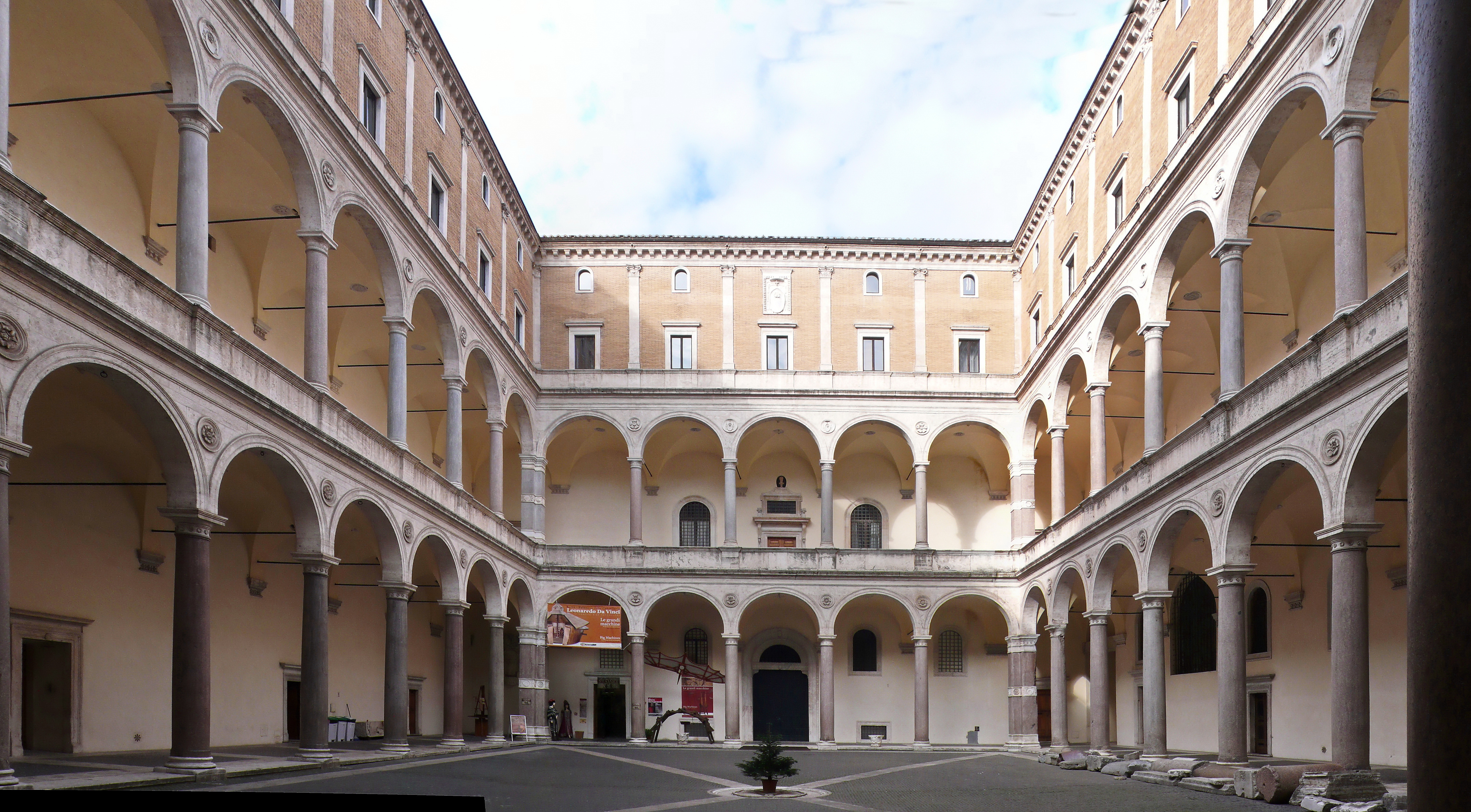
Palazzo della Cancelleria, Roma, residència del cardenal Giulio de 'Medici.

Els altres esforços del cardenal Giulio a favor del papa Lleó X van tenir un èxit similar, de manera que "va tenir el mèrit de ser el principal motor de la política papal durant tot el pontificat de Lleó." El 1513, va ser membre del V Concili del Laterà, que va assignar la tasca de curar el cisma causat pel conciliarisme. El 1515, el seu "acte més significatiu de govern eclesiàstic" regulava la predicació profètica a la manera de Girolamo Savonarola. Posteriorment va organitzar i presidir el Sínode florentí de 1517, on es va convertir en el primer membre de l'Església a aplicar les reformes recomanades pel Cinquè Concili del Laterà. Aquests inclouen la prohibició de portar armes als sacerdots, la freqüentació de tavernes i el ball provocatiu, mentre els instava a assistir a la confessió setmanal. [8] De la mateixa manera, es va admirar el mecenatge artístic del cardenal Giulio (per exemple, el seu encàrrec de la Transfiguració de Rafael i la capella dels Medici de Miquel Àngel, entre altres obres), particularment pel que l'orfebre Benvenuto Cellini va anomenar més tard el seu "excel·lent gust".

### Gran Senyor de Florència
El cardenal Giulio va governar Florència entre 1519 i 1523, després de la mort del seu governant cívic, Llorenç II de Mèdici, el 1519. Allí "se li va permetre assumir el control gairebé autocràtic dels assumptes de l'Estat" i "va fer molt per posar els interessos públics una base ferma i pràctica ". El president dels Estats Units John Adams va caracteritzar més tard l'administració de Florència de Giulio com a "molt reeixida i frugal". Adams explica que el cardenal "var reduir els negocis dels magistrats, les eleccions, els costums d'oficina i el mode de despesa dels diners públics, de tal manera que va produir una gran alegria universal entre els ciutadans".
A la mort del papa Lleó X el 1521, Adams escriu que hi havia una "clara inclinació en tots els principals ciutadans [de Florència] i un desig universal entre el poble de mantenir l'estat en mans del cardenal de Medici i tota aquesta felicitat va sorgir del seu bon govern, que des de la mort del duc Llorenç havia estat universalment agradable."

### Sota el papa Adrià VI
Quan el papa Lleó X va morir l'1 de desembre de 1521, s'esperava que el cardenal Giulio el succeís, però, durant el conclave de 1522, el Col·legi de Cardenals va triar un candidat de compromís, Adrià VI dels Països Baixos. Per què succeïa això, escriu l'historiador Paul Strathern, "se sabia que [el cardenal Giulio] havia estat el conseller més capaç de Leo X, així com el gestor dels afers financers del papa. El fet que Lleó X hagués ignorat lliurement els consells del seu cosí, en tantes ocasions, va ser àmpliament vist com el responsable de la difícil situació del papat, no la influència del cardenal Giulio de 'Medici. Al contrari, el cardenal Giulio semblava ser tot el que Leo X no era: era guapo, reflexiu, saturní i dotat de bon gust. Malgrat això, molts es van mantenir ferms en la seva oposició a la seva candidatura."
En conclave, el cardenal Giulio controlava el bloc de votació més gran, però els seus enemics forçaven les eleccions a un punt mort. Entre ells hi havia el cardenal Francesco Soderini, un florentí la família del qual havia perdut una lluita de poder davant dels Mèdici "i tenia rancor"; El cardenal Pompeo Colonna, un noble romà que volia convertir-se en Papa mateix; i un grup de cardenals francesos que "no estaven disposats a oblidar la traïció de Leo X al seu rei."
En adonar-se que la seva candidatura estava en perill, "el cardenal Giulio va optar ara per fer un moviment tàctic astut. Va declarar modestament que era indigne d'un càrrec tan alt; en lloc d'això, va suggerir al poc conegut erudit flamenc el cardenal Adrian Dedel, un home ascètic i profundament espiritual que havia estat tutor de l'emperador del Sacre Imperi Romanogermànic Carles V. El cardenal Giulio estava segur que el cardenal Dedel seria rebutjat, per motius de la seva foscor, la seva manca d'expertesa política i el fet que no fos italià. El suggeriment desinteressat que havia fet el cardenal Giulio de 'Medici demostraria a tots que de fet era el candidat ideal. Però aquest moviment es va produir malament, es va trucar al bluff del cardenal Giulio i el cardenal Adrian Dedel va ser elegit papa Adrià VI".
Durant el seu papat de vint mesos, Adrià VI "semblava tenir una gran influència per les opinions del cardenal Medici ... I tots els altres cardenals es mantenien clarament a distància." D'aquesta manera, el cardenal Giulio "va exercir una formidable influència" durant tot el regnat d'Adrià. Dividint el temps entre el Palazzo Medici de Florència i el Palazzo della Cancelleria de Roma, el cardenal Giulio "hi va viure com s'esperava que visqués un generós Medici, un mecenes d'artistes i músics, un protector dels pobres, una hoste fastuosa."

#### Trama d'assassinat de 1522
El 1522 van començar a remolinar-se els rumors que el cardenal Giulio, que no tenia successors legítims per governar Florència, planejava abdicar del govern de la ciutat i "deixar el govern lliurement a la gent." Quan es va fer evident que aquests rumors eren falsos, una facció de florentins majoritàriament d'elit trama un complot per assassinar-lo i després instal·lar el seu propi govern sota el seu "gran adversari", el cardenal Francesco Soderini. Soderini animar el complot, exhortant tant a Adrià com a Francesc I de França a atacar contra Giulio i envair els seus aliats a Sicília. Això no va passar. En lloc de trencar amb Giulio, Adrià va fer empresonar el cardenal Soderini. Després, els principals conspiradors van ser "declarats rebels", i alguns van ser "capturats i decapitats; per tant, Giulio va ser novament assegurat [com a líder de Florència] ."

## Pontificat

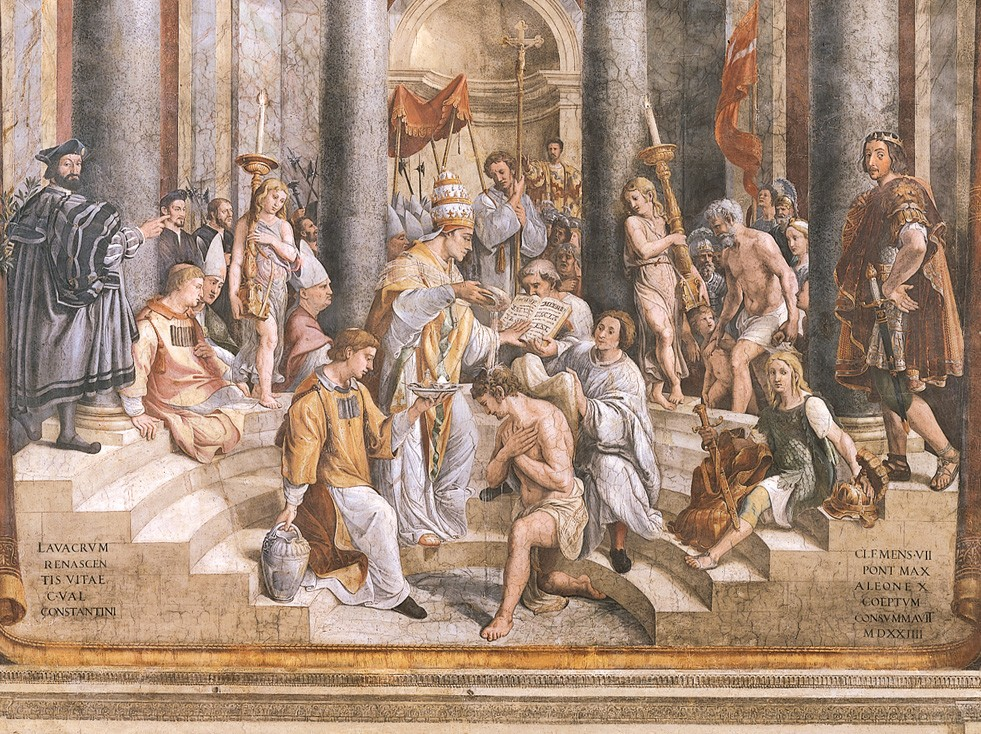
Detall del Baptisme de Constantí de Giovan Francesco Penni amb Climent VII, al centre, com a Silvestre I, 1524

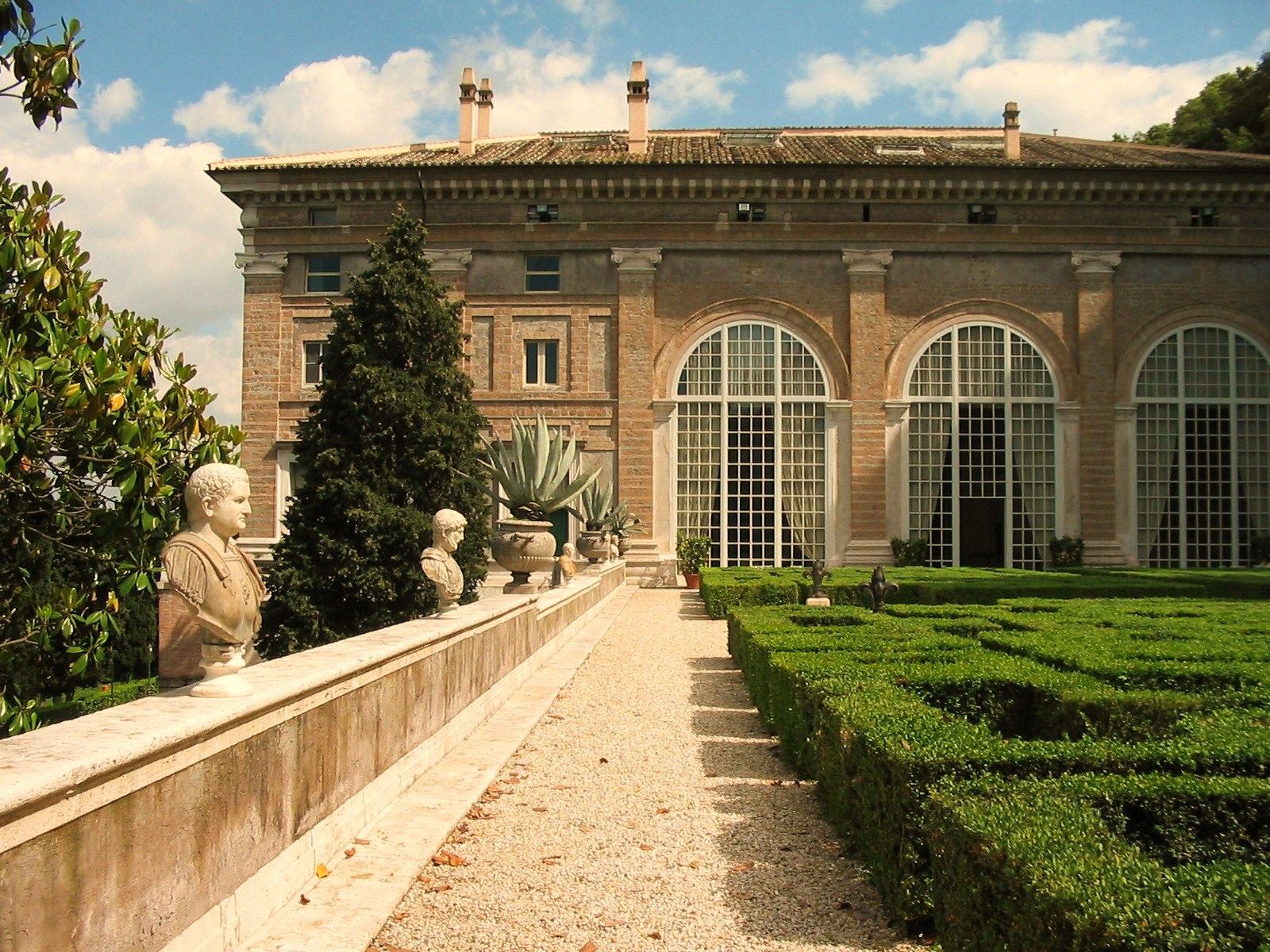
Villa Madama, de Rafael, per encàrrec de Giulio de 'Medici, 1518; tanmateix, com a Papa "poques vegades va visitar"."

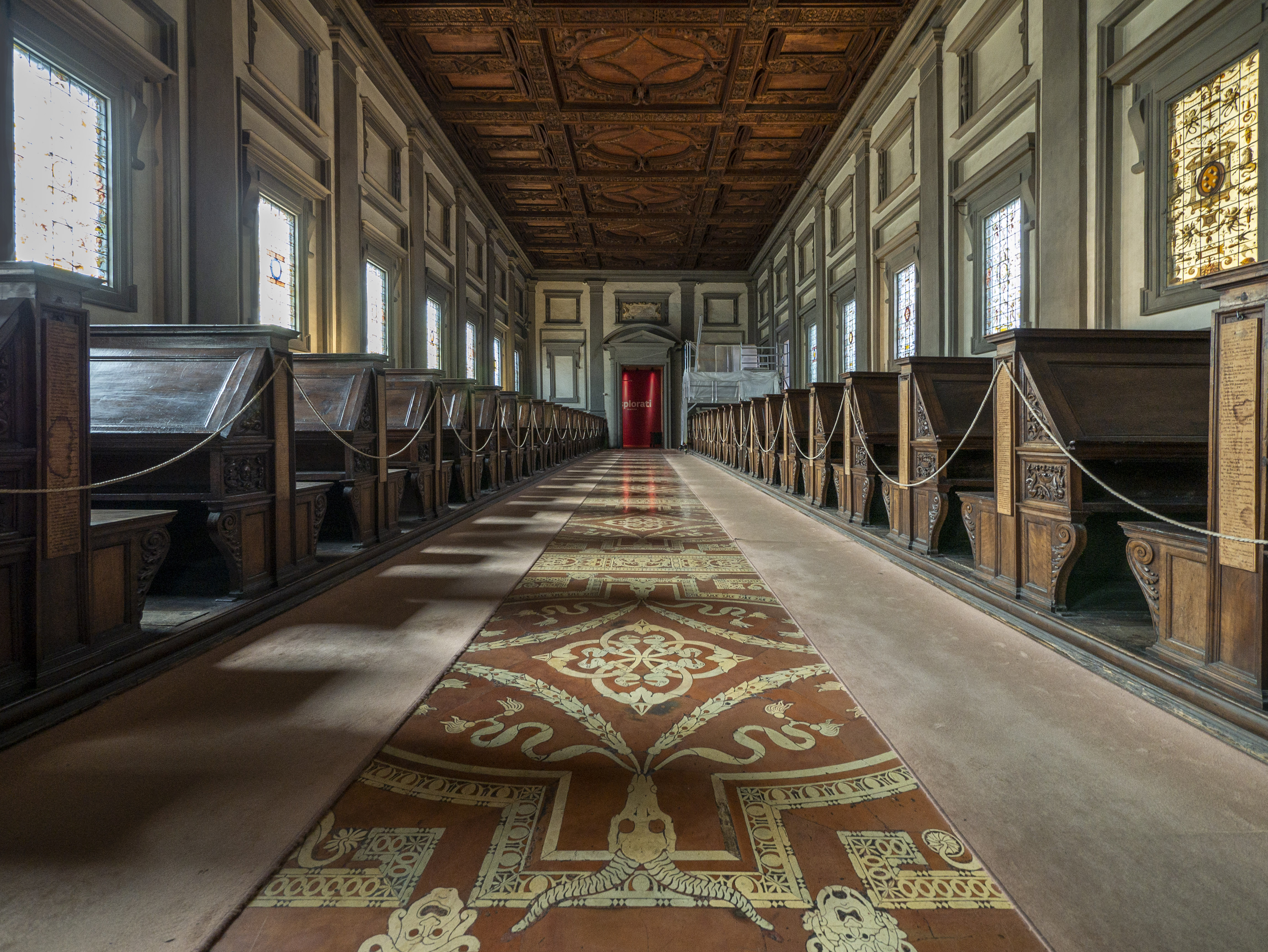
Sala de lectura de la Biblioteca Laurentiana, de Miquel Àngel, 1523. Per encàrrec del papa Climent VII.

Després que Adrià VI morís el 14 de setembre de 1523, «el conclave que es va reunir l'1 d'octubre de 1523, va lluitar durant set setmanes per la selecció del successor d'Adrià i finalment va nomenar un home que per opinió universal era l'elecció més feliç possible: Giulio de 'Medici." Prengué el nom de Climent VII.
Hi havia grans esperances en el pontificat de Climent. Els romans "van rebre la seva elevació amb alegria com el retorn de l'edat d'or del [Papa] Lleó". El filòsof Erasme el va anomenar "un presagi de" magnus felicitas "". L' erudit Pietro Bembo "va profetitzar que Climent VII seria el millor i més savi governant que l'Església havia conegut mai". L'historiador Will Durant escriu: "mai cap papa va començar tan bé ni va acabar tan miserablement".

### Circumstàncies històriques
Va fracassar tant en la política com en la religió, segurament pel seu caràcter indecís, les seves arriscades apostes polítiques i els interessos de la seva famiía, circumstàncies que el van convertir en el més desgràciat dels Papes, com va dir l'històriador Ferdinand Gregorovius.
El 1521, poc abans de morir Lleó X, les tropes aliades del Papa i l'emperador Carles V del Sacre Imperi Romanogermànic, amb l'ajuda d'Anglaterra, havien expulsat els francesos de Milà. El rei Francesc I es va proposar recuperar la ciutat, però va ser derrotat i fet presoner per Carles V a la batalla de Pavia (1525). Reclòs a Espanya, va obtenir la llibertat a canvi de la firma del Tractat de Madrid (1526), pel qual els Habsburg recuperaven el ducat de Borgonya i el rei francès renunciava a qualsevol pretensió sobre Itàlia i Flandes.
A la dècada del 1520, l'Església catòlica es va enfrontar a desafiaments extrems tant a nivell intern com extern, tals que "cal dir que cap papa mai va presidir l'Església en un moment més desafortunat" que Climent VII. El diplomàtic Francesco Vettori escriu que en convertir-se en papa, Climent "va trobar Itàlia plena d'exèrcits; i el cristianisme debilitat per la pèrdua de Rodes; i pels preparatius de guerra contra Hongria del rei dels turcs. Va trobar l'Església romana amb molt mala reputació a causa de la secta luterana, que havia ocupat gran part d'Alemanya i que estava en constant creixement". Per empitjorar les coses, l'Església no tenia els recursos materials per tractar eficaçment aquestes qüestions: "perquè [Climent] havia heretat un tresor en fallida" a causa de l'extravagància del papa Lleó X; un militar delmat; i, a més, "la corrupció a la jerarquia de [l'Església] era plena". Molts cardenals estaven lligats a governs estrangers, i la Cúria es va dividir en faccions pro-franceses i pro-imperials. El 1526, va culminar amb una violenta lluita pel poder, quan el vicerector pro-imperial de l'Església, Pompeo Colonna, va reunir 3800 soldats i va atacar el Vaticà en una insurrecció. Combinades, aquestes qüestions van reduir considerablement el poder del Papa durant la dècada de 1520.

### Pontificat primerenc
El papat de Climent "va començar amb molta gràcia ... Va tractar justícia amb justícia, va donar audiència lliurement, va atorgar caritat amb menys que Lleó, però amb més saviesa, generositat i encantat tot per la seva cortesia a cada persona i classe". Va declarar que el luteranisme era el tema més greu que enfrontava l'Església -més que les guerres italianes o les invasions turques- i va creure que l'Església hauria d'abordar-ho amb una reforma interna, mentre que l'emperador del Sacre Imperi Romanogermànic Carles V ho hauria d'abordar políticament i, si necessari, militarment
Per aconseguir-ho, Climent va intentar fer la pau entre els prínceps cristians en guerra; això alliberaria l'emperador Carles de manejar els luterans i els turcs i permetria a Climent centrar-se en la reforma de l'Església. Amb aquesta finalitat, Climent va enviar l'arquebisbe de Càpua, Nikolaus von Schönberg, als reis de França, Espanya i Anglaterra, per posar fi a les guerres italianes. El novembre de 1523, un informe del protonotari Marino Ascanio Caraccioloa Carles V registra: "Com que els turcs amenacen amb conquerir els estats cristians, li sembla que és el seu primer deure com a Papa instaurar una pau general de tots els prínceps cristians, i li prega a ell (l'emperador), com a primogènit fill de l'Església, per ajudar-lo en aquesta piadosa obra".
El febrer de 1524, Climent va començar a reformar l'Església eclesiàsticament, alienant així els clergues que esperaven governar indulgentment com el seu cosí, el papa Lleó X. El seu primer pas cap a la reforma va ser l'enviament del cardenal Lorenzo Campeggio a Alemanya, on va autoritzar Campeggio a "corregir i reformar els costums del clergat mitjançant concilis provincials". Per contrarestar els arguments de Luter, Climent va animar Erasme a escriure "Sobre la servitud de la voluntat", que va resultar "un èxit important". A Roma, Climent va crear una comissió per reformar la Cúria i va imposar als cardenals "una estricta observança de l'hàbit eclesiàstic, d'acord amb les normes aprovades pel Cinquè Concili del Laterà… protegint-les així de les acusacions cada vegada més generalitzades de mundanitat i corrupció ". Pensadors reformistes, com Gian Pietro Carafa, fundador de l'orde dels Teatins, van influir molt en la Roma de Climent - i "així es va crear un clima diferent a la Cúria del que havia caracteritzat l'altre papat medici i el primer a pagar el preu va ser el satíric Pietro Aretino", a qui Climent va exiliar per escriure una sèrie de sonets pornogràfics ridiculitzant el bisbe Gian Matteo Giberti.L'historiador Paul Strathern escriu que "la forma de vida moderada de Climent pot haver reformat el comportament del papat a casa, però va ser el papat en el seu conjunt el que tenia una necessitat desesperada de reforma".
Irònicament, la "intenció de Climent de moure's pel camí de l'administració correcta" li va fer perdre el suport públic a Roma, on va ser "sovint criticat per les seves virtuts en lloc dels seus vicis". Per exemple, Marco Foscari, ambaixador venecià a la cúria el 1526, escriu sobre Climent: "És just i té por de Déu. Si signa una petició, mai la revoca, com va fer el papa Lleó, que n'ha signat tantes. No treu cap benefici i no els dona en simonia. No regala res ni atorga la propietat dels altres. Però se'l considera avar. El papa Lleó, però, era molt liberal: va presentar i regalar molt, però aquest papa és el contrari i, per tant, la gent queixa a Roma. Dona en gran manera l'almoina, però no li agrada. És molt abstemi i és aliè a tot luxe. No escoltarà bromes ni músics i mai es lliurà a la persecució ni a cap altra diversió. Des que ha estat Papa, només ha marxat dues vegades de Roma, per anar a Magliana i molt poques vegades ha visitat la seva vinya, que es troba a només dues milles de distància. Tot el seu plaer consisteix a parlar amb els enginyers sobre les obres d'aigua".

#### Política sobre el luteranisme
A finals de 1524, els intents de Climent de fer la pau entre els prínceps cristians no havien tingut res; igual que els seus intents de treballar amb l'emperador Carles V sobre el luteranisme. Els dos estaven en desacord amb la manera de procedir: Climent volia reformar l'Església internament, deixant a Carles per manejar el luteranisme de manera secular; Carles volia que l'Església convoqués un Concili general, amb la qual cosa allunyava la presa de decisions del Papa. Climent va ser hostil a un concili general per diversos motius: "per una banda, les ombres encara properes del conciliarisme i l'experiència del conflicte amb els gal·licans va contribuir a alimentar aquesta hostilitat; i, d'altra banda, hi havia por que el concili trobés en el naixement il·legítim de [Climent], un bon pretext per destituir-lo. (Tan recentment com el conclave que va elegir Adrià VI, el cardenal Francesco Soderini l'havia tractat públicament com un bastard ".) Durant la resta del papat de Climent, Carles V" va fer amenaces velades sobre la convocatòria d'un consell, aparentment per tractar-lo el problema luterà, però que Climent i la majoria d'altres creien que provocaria que Climent fos destituït i substituït per un papa que seria un fidel partidari de l'emperador ". Enmig d'aquest estancament diplomàtic, els exèrcits francès i imperial van envair el nord d'Itàlia, fronterer amb els Estats Pontificis.

### Guerres italianes

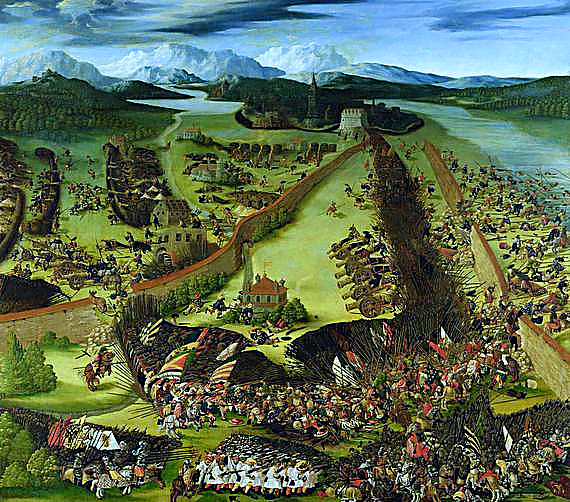
Batalla de Pavia 1525, per Rupert Heller.

La conquesta de Milà per part de Francesc I de França el 1524, durant la seva campanya italiana del 1524-1525, va motivar el Papa a deixar el bàndol imperial-espanyol i a aliar-se amb altres prínceps italians, inclosa la República de Venècia, i França al gener 1525. Aquest tractat concedia l'adquisició definitiva de Parma i Piacenza per als Estats Pontificis, el domini dels Mèdici sobre Florència i el lliure pas de les tropes franceses a Nàpols. Aquesta política en si mateixa era sòlida i patriòtica, però el zel de Climent VII aviat es va refredar; per la seva manca de previsió i una economia poc estacional, es va obrir a l'atac dels turbulents barons romans, que el va obligar a invocar la mediació de l'emperador, Carles V. Un mes després, Francesc I va ser esclafat i empresonat a la batalla de Pavia i Climent VII van aprofundir en els seus antics compromisos amb Carles V, signant una aliança amb el virrei de Nàpols. El desastre francès a Pavia traspassava a la Monarquia Hispànica l'hegemonia a la península Itàlica, cosa que va inquietar Climent VII, que veia com Carles V es convertia en l'amo de gran part de la península i constituïa una amenaça potencial per al predomini dels Estats Pontificis i per als interessos de la seva família, els Mèdici, al front de Florència. Va actuar seguint la tàctica que Juli II havia utilitzat contra els francesos, aplicant-la contra els espanyols: aliar-se amb uns per desfer-se dels altres.
Però profundament preocupat per l'arrogància imperial, havia de reprendre's amb França quan Francesc I va ser alliberat després del tractat de Madrid (1526). Climent VII va buscar l'ajuda de Francesc I, a qui va animar a trencar el Tractat de Madrid, que li impedia intervenir a Itàlia, alegant que allò que es firma sota coacció no té valor. Els Estats Pontificis van entrar a la Lliga de Cognac el 22 de maig de 1526 (també coneguda coma Lliga Clementina) per fer front a l'emperador, juntament amb França, Venècia i Francesc II Sforza de Milà. Climent VII va emetre una invectiva contra Carles V, que en resposta el va definir com un "llop" en lloc d'un "pastor", amenaçant la convocatòria d'un concili sobre la qüestió luterana.

### El saqueig de Roma

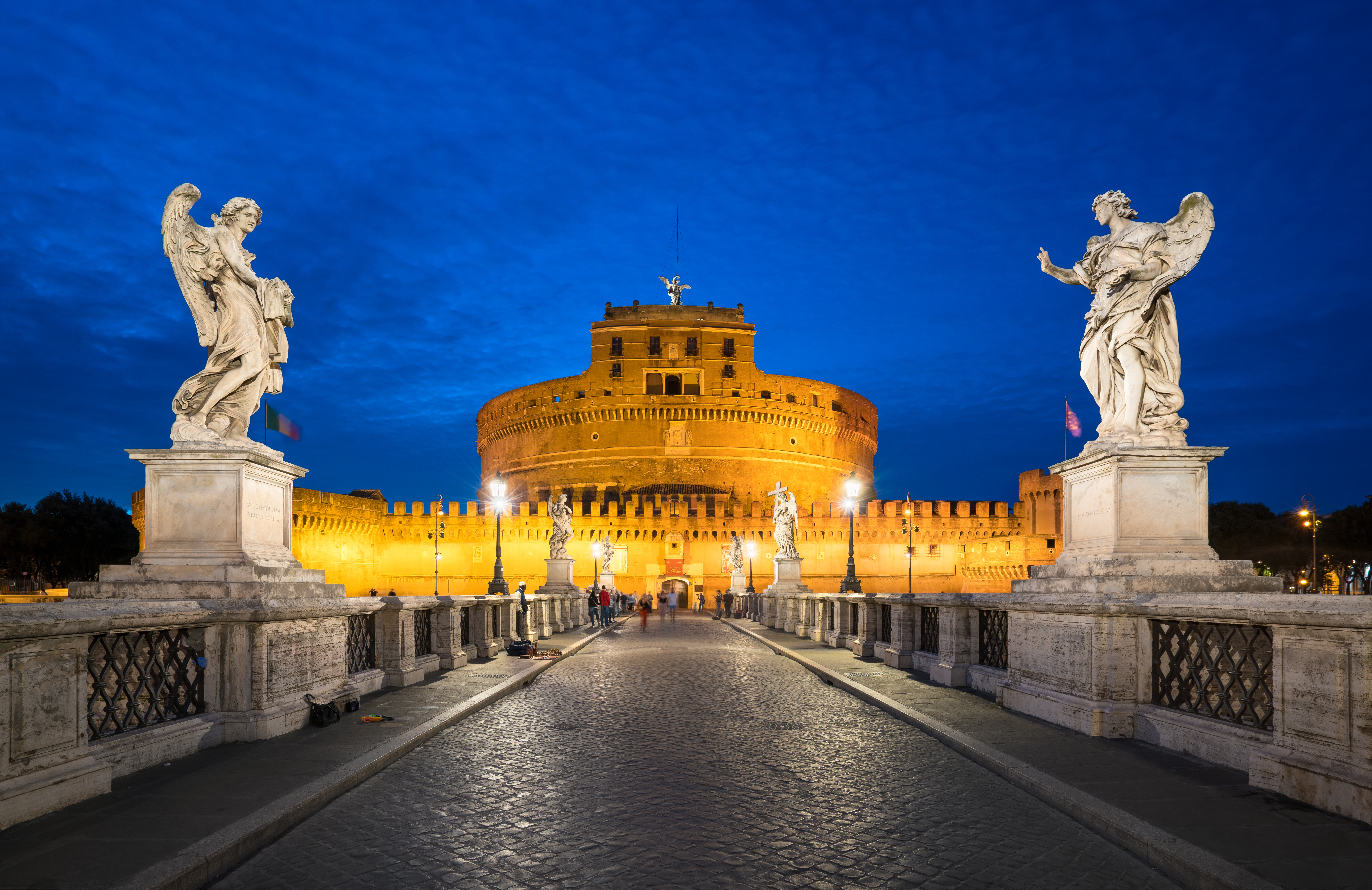
El Castell de Sant'Angelo, on el papa Climent VII va ser empresonat després del saqueig de Roma, el 1527.

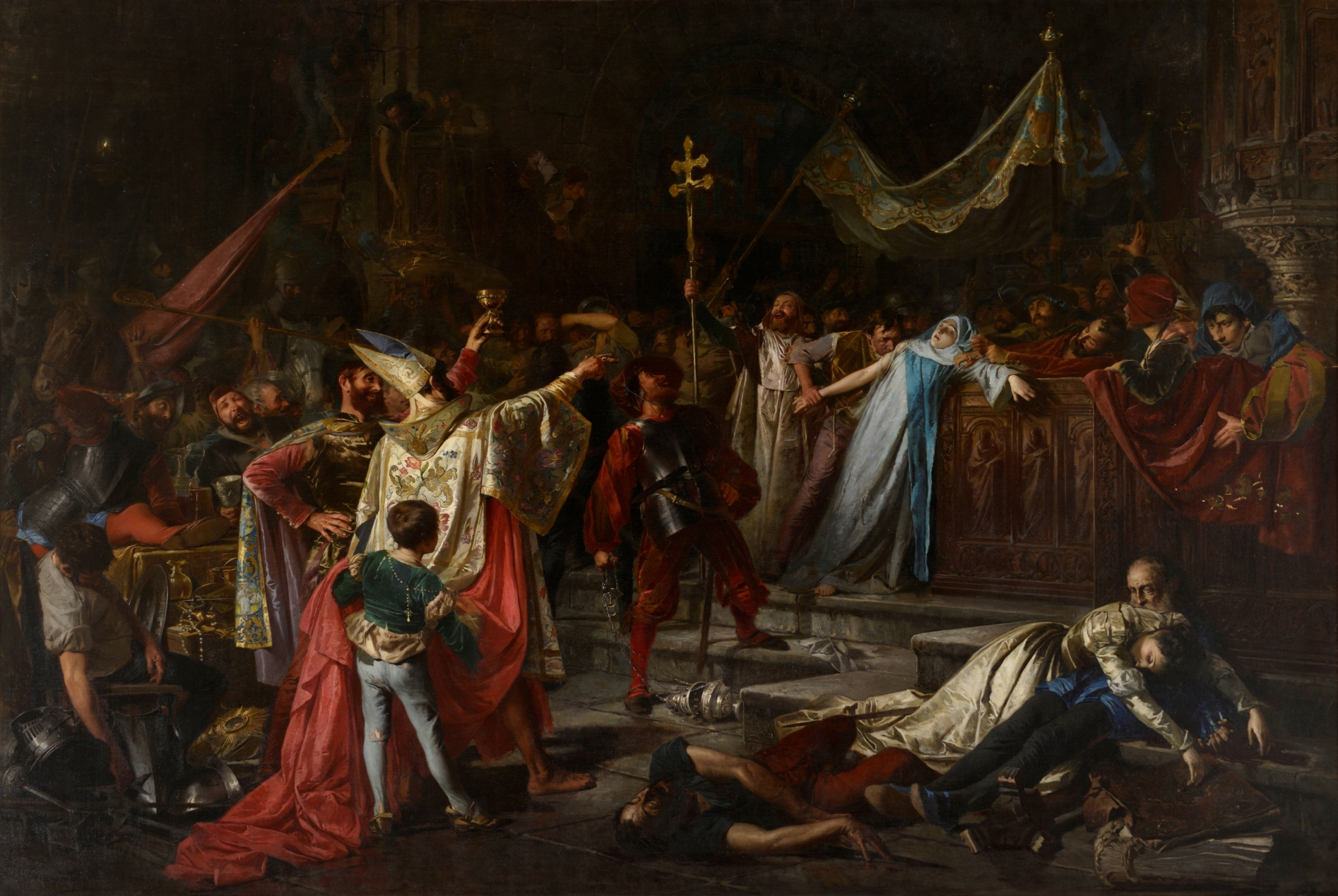
El saqueig de Roma, 1527, per Francisco Javier Amérigo, 1887.

La vacil·lació política del Papa també va provocar l'ascens del partit imperial a la cúria. Carles V, sentint-se estafat per Climent VII, li va demanar explicacions que mai se li van donar. Els enviats de l'emperador, sentint-se defraudats, van unir les seves forces als Colonna, van entrar a la ciutat i van tancar al Papa al castell Sant'Angelo. Carles no va aprovar l'acció, però li va servir perquè el pontífex li prometés fidelitat i segellés una pau de compromís, únida al pagament de 60.000 ducats. Aquell que havia conveçut a Francesc I que els tractats firmats per coacció no lliguen a la consciència, no va actuar pas en desacord amb les seves idees, negant-se a pagar i empenyent la lliga a actuar ràpidament.
Davant de l'amenaça, Carles V va enviar a Itàlia un potent exèrcit per defensar les seves possessions, format per mercenaris professionals espanyols, italians i sobretot alemanys, comandats per Carles de Borbó, un rebel francès que s'havia canviat al bàndol imperial, auxiliat per l'alemany Georg von Frundsberg. A més, Alfons d'Este, duc de Ferrara, havia subministrat artilleria a l'exèrcit imperial, cosa que va fer que l'exèrcit de la Lliga es mantingués a una distància. Degut a la crisi de les finances de Carles V, els 45.000 mercenaris que hi havia a Itàlia van deixar de rebre els seus salaris durant dos mesos, a més de patir escassetat d'aliments i d'avituallament. Això va provocar que amenacessin d'amotinar-se i deixar de lluitar i quan els va arribar la notícia de què Climent havia de pagar una gran suma i s'hi negava, van començar a veure el Vaticà com la solució de les seves penúries i Roma com una font inesgotable de riquesa que tenien a l'abast. Les tropes alemanyes eren, majoritàriament, luteranes i el seu cap, Frundsberg, un visceral antipapista que va despertar en els seus homes un sentiment de croada contra l'anticrist en la persona del Papa, tenint Carles de Borbó una oportunitat d'or per animar als seus homes de marxar sobre Roma i cobrar-hi els salaris endarrerits.
El 6 de maig de 1527, les tropes imperials van assaltar Roma, i durant l'atac va morir Carles de Borbó, deixant a les tropes sense lideratge i mogudes per l'avaricia, que van saquejar la ciutat. Els nombrosos incidents d'assassinat, violació i vandalisme que van seguir van acabar amb els esplendors de la Roma renaixentista per sempre. Climent VII es va refugiar al castell de Sant'Angelo, on va esdevenir presoner durant set mesos. Per obtenir la llibertat va haver de pagar una gran quantitat de diners, 400.000 ducats. A més, les condicions incloïen la cessió de Parma, Piacenza, Civitavecchia i Mòdena al Sacre Imperi Romanogermànic (de fet, només es podia ocupar l'últim.) Al mateix temps, Venècia va aprofitar la seva situació per capturar Cervia i Ravenna mentre Sigismondo Malatesta tornava a Rímini.
Després d'haver subornat alguns oficials imperials, va escapar disfressat de venedor ambulant i es va refugiar a Orvieto i després a Viterbo. Va tornar a una Roma despoblada i devastada només a l'octubre de 1528.
Mentrestant, a Florència, els enemics republicans dels Mèdici van aprofitar el caos per expulsar de nou la família del Papa de la ciutat.
Carles V va negar qualsevol implicació en el Saqueig de Roma, si més no, això és el que va dir, però el resultat va ser que el Papa es va trobar derrotat, humiliat i presoner i es va veure obligat a canviar les seves aliances. A més a més, necessitava l'ajuda de Carles per aturar l'expansió del luteranisme al Sacre Imperi i per restituir els Mèdici, que havien estat expulsats del poder a Florència. Climent va cedir a totes les condicions de l'emperador i va entregar-se a la seva causa com un aliat fidel. Carles, per la seva banda volia guanyar-se el Papa perquè aquest havia de posicionar-se en el procés de divorci de Caterina d'Aragó, tieta de l'emperador, amb Enric VIII d'Anglaterra, que es volia casar amb Anna Bolena.
El juny de 1529 les parts en guerra signaren la pau de Barcelona. Els Estats Pontificis van recuperar algunes ciutats i Carles V va acordar restablir el poder als Medici a Florència. El 1530, després d'un setge d'onze mesos, la ciutat toscana va capitular i Climent VII va instal·lar el seu nebot il·legítim Alessandro com a duc; coronant Carles com a emperador a Bolonya.Posteriorment, el Papa va seguir una política de subordinació a l'emperador, procurant d'una banda induir-lo a actuar amb severitat contra els luterans a Alemanya i, de l'altra, evitar les seves demandes d'un concili general.

#### Aparença
Durant el seu mig any de presó el 1527, Climent VII es va deixar créixer barba plena en senyal de dol pel saqueig de Roma. Això estava en contradicció amb el dret canònic catòlic que exigia que els sacerdots s'afaitessin, però que tenia com a precedent la barba que el papa Juli II va portar durant nou mesos el 1511-12 com a signe de dol per la ciutat papal de Bolonya.
Tanmateix, a diferència de Juli II, Climent va mantenir la barba fins a la seva mort el 1534. El seu exemple de portar barba va ser seguit pel seu successor, Pau III, i de fet per 24 papes després d'ell, fins a Innocenci XII, que va morir el 1700. Climent va ser, doncs, l'original involuntari d'una moda que va durar més d'un segle.

### Evangelització
En la seva butlla "Intra Arcana" de 1529, Climent VII va concedir permisos i privilegis a Carles V i a l'Imperi espanyol, que incloïa el poder de mecenatge dins de les seves colònies a les Amèriques.

### Ancona
El 1532, Climent VII va prendre possessió d'Ancona, que va perdre definitivament la llibertat i va passar a formar part dels Estats Pontificis, acabant centenars d'anys quan la República d'Ancona era una important potència marítima.

### La Reforma anglesa

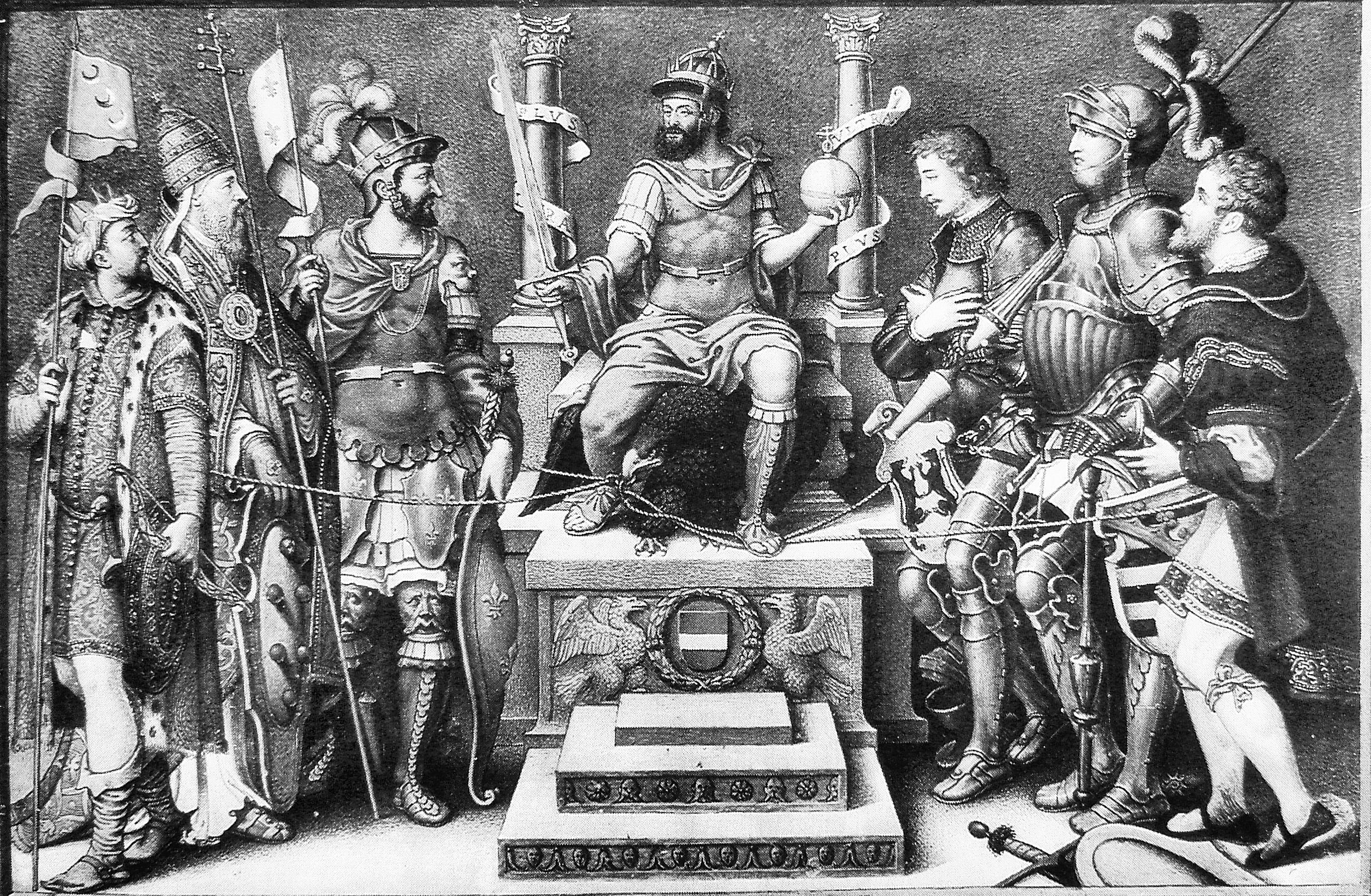
Carles V, entronitzat pels seus enemics derrotats (des de l'esquerra): Solimà I el Magnífic, el papa Climent VII, Francesc I de França, el duc de Clèveris, el duc de Saxònia i el landgravi de Hessen. Giulio Clovio, mitjan segle XVI

A finals dels anys 1520, el rei Enric VIII volia anul·lar el seu matrimoni amb la tia de Carles V, Caterina d'Aragó. Els fills de la parella van morir en la infància, amenaçant el futur de la casa de Tudor, tot i que Enric tenia una filla, Maria Tudor. Enric va afirmar que aquesta manca d'un hereu masculí es deu al fet que el seu matrimoni estava "destrossat als ulls de Déu". Caterina havia estat vídua del seu germà, però el matrimoni havia tingut fills, de manera que el matrimoni no estava en contra de la llei de l'Antic Testament, que prohibeix aquestes unions només si el germà tenia fills. A més, el papa Juli II havia donat una dispensa per permetre el casament. Enric va argumentar ara que això havia estat erroni i que el seu matrimoni mai havia estat vàlid. El 1527 Enric va demanar a Climent que anul·lés el matrimoni, però el Papa, possiblement actuant sota la pressió del nebot de Caterina, l'emperador del Sacre Imperi Romanogermànic Carles V, el presoner efectiu del qual era, es va negar. Segons l'ensenyament catòlic, un matrimoni contractat vàlidament és indivisible fins a la mort i, per tant, el papa no pot anul·lar un matrimoni sobre la base d'un impediment dispensat prèviament. Moltes persones properes a Enric desitjaven simplement ignorar Climent, però l'octubre de 1530 una reunió de clergues i advocats va aconsellar que el Parlament anglès no pogués autoritzar l'arquebisbe de Canterbury per actuar contra la prohibició del Papa. Al Parlament, el bisbe John Fisher va ser el campió del Papa.
Posteriorment, Enric es va sotmetre a una cerimònia matrimonial amb Anna Bolena, a finals de 1532 o a principis de 1533. El matrimoni va ser facilitat per la mort de l'arquebisbe de Canterbury William Warham, un amic del Papa, després de la qual Enric va convèncer Climent de nomenar Thomas Cranmer, un amic de la família Bolena, com el seu successor. El Papa va concedir les butlles papals necessàries per a la promoció de Cranmer a Canterbury, i també va exigir a Cranmer que fes el costum jurament de fidelitat al papa abans de la seva consagració. Les lleis dictades per Enric ja declaraven que els bisbes serien consagrats fins i tot sense l'aprovació papal. Cranmer va ser consagrat, mentre declarava prèviament que no estava d'acord amb el jurament que faria. Cranmer estava disposat a concedir l'anul·lació del matrimoni a Caterina tal com Henry ho exigia. El Papa va respondre al matrimoni excomunicant tant a Enric com a Cranmer de l'Església catòlica.
En conseqüència, a Anglaterra, el mateix any, l'Acta de Restricció Condicional de Rendes va transferir els impostos sobre la renda eclesiàstica del Papa a la Corona. L'acta del Penic de Pere prohibia el pagament anual per part dels propietaris d'un penic al papa. Aquest acte també va reiterar que Anglaterra no tenia "cap superior sota Déu, sinó només la vostra gràcia " i que la "corona imperial" d'Enric havia estat minvada per les "usurpacions i exaccions irracionals i caritatives" del Papa. En última instància, el 1534, Enric va dirigir el Parlament anglès a aprovar l'Acta de Supremacia que establia l'Església independent d'Anglaterra i va trencar amb l'Església catòlica romana.

### Mecenatge

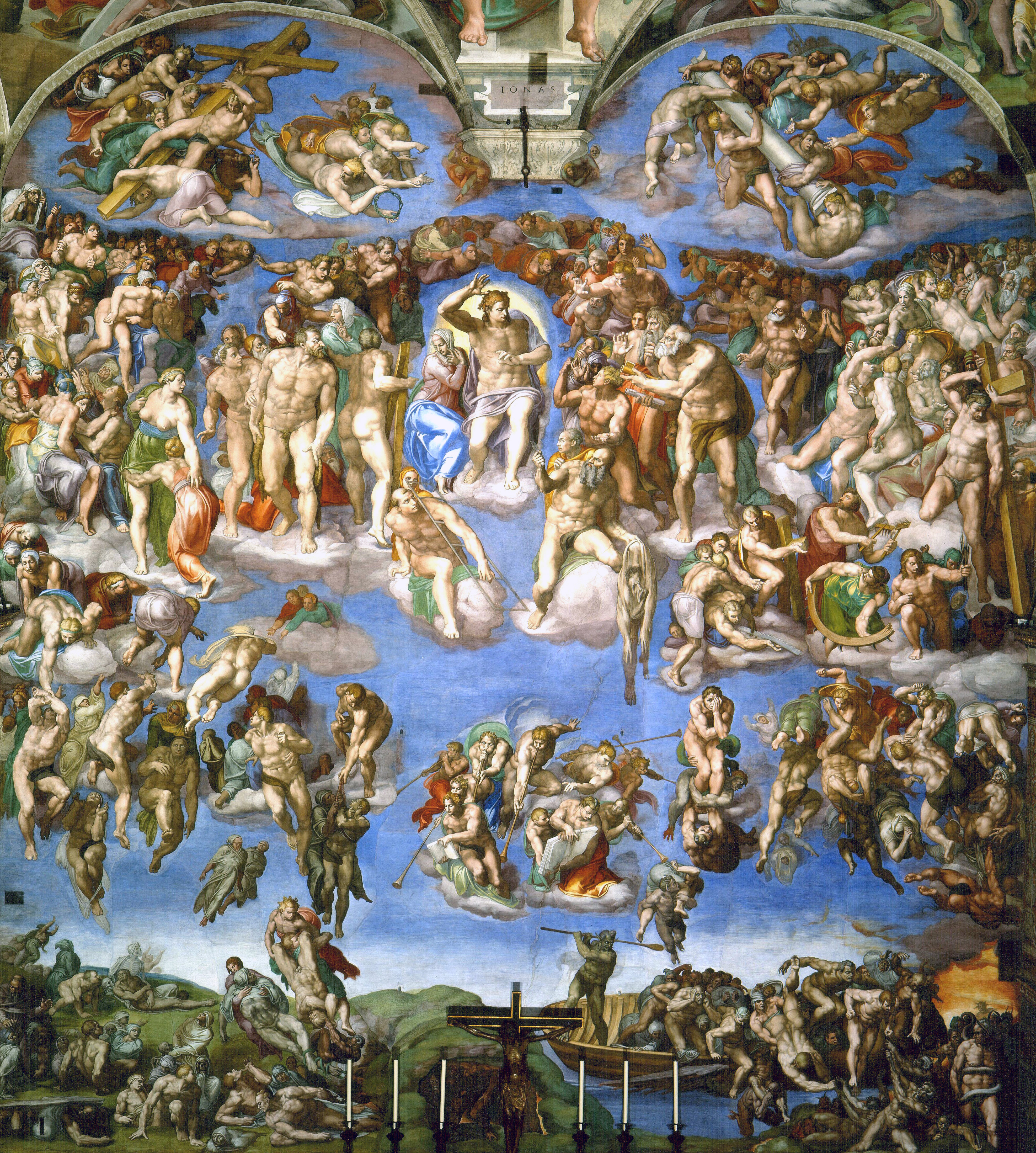
El Judici Final de Miquel Àngel, 1536-1541. Per encàrrec del papa Climent VII.

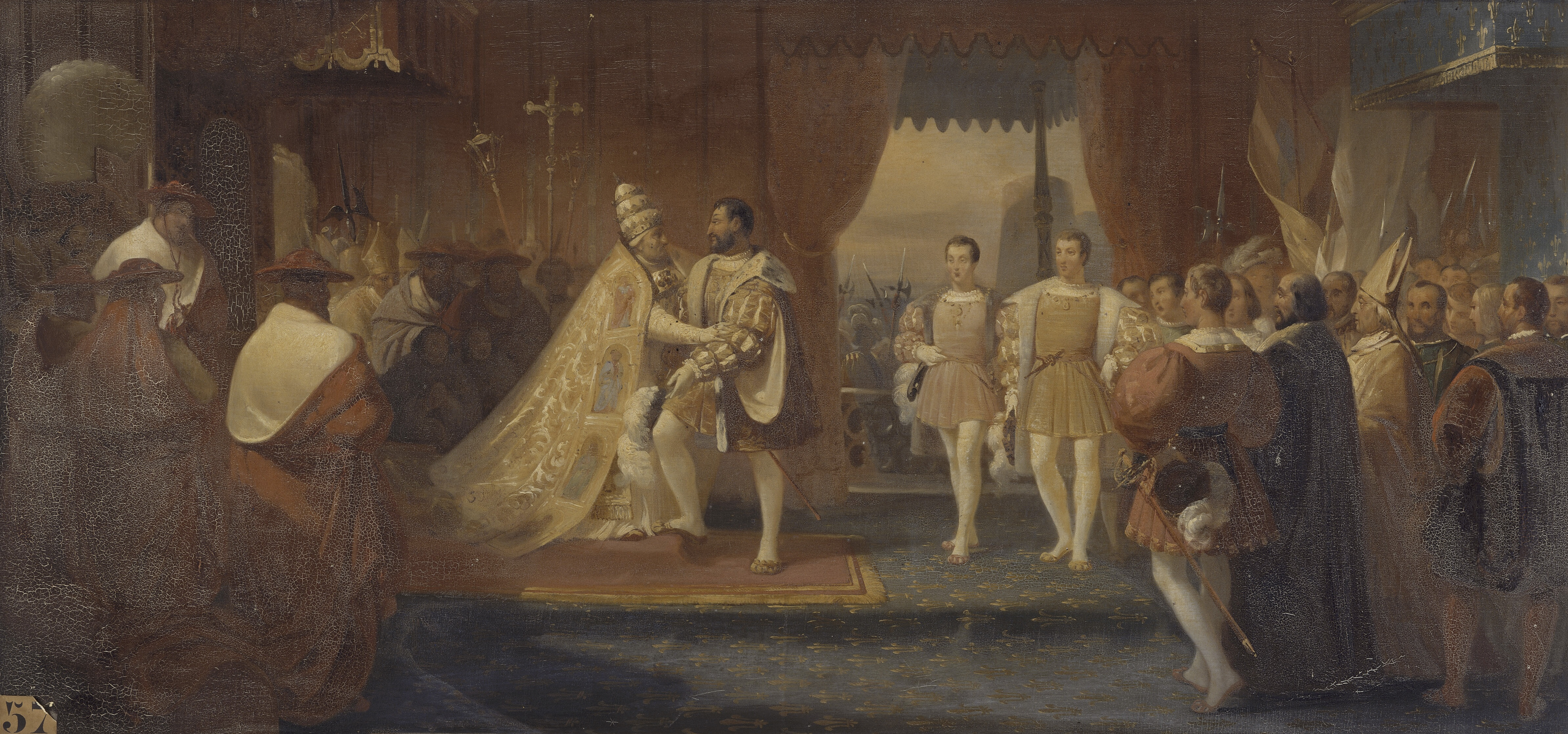
Reunió de Francesc I i el papa Climent VII a Marsella, el 13 d'octubre de 1533

Un patró amb criteri, Climent VII va encarregar personalment a Miquel Àngel El Judici Final per a la Capella Sixtina, a Rafael La Transfiguració, així com obres cèlebres a Benvenuto Cellini, Nicolau Maquiavel i Parmigianino, entre d'altres. Les tendències artístiques de l'època de vegades s'anomenen "estil climentí" i són notables pel seu virtuosisme. Climent també és recordat per haver estat el mecenes de Cellini.
El 1533, Johann Widmanstetter (o John Widmanstad), secretari de Climent, li va explicar el sistema copernicà a ell i a dos cardenals. Climent estava tan satisfet que va donar a Widmanstetter un valuós regal.

### Darrers mesos

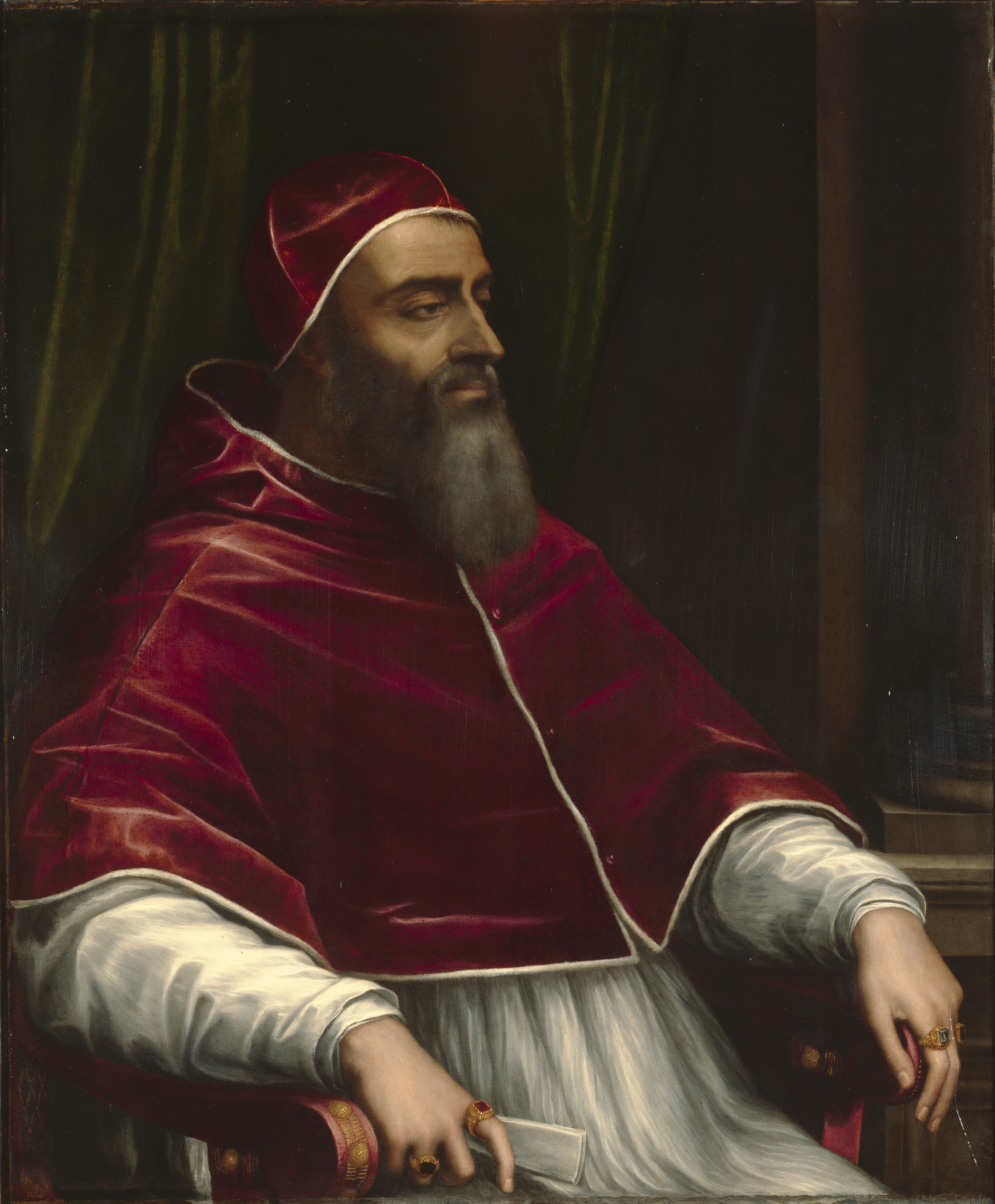
Retrat de Climent VII, obra de Sebastiano del Piombo.

Cap al final de la seva vida, Climent VII va donar una vegada més indicis d'inclinar-se cap a una aliança francesa. Els seus plans per aliar la Casa dels Mèdici amb la família reial francesa van donar els seus fruits en el compromís de la neboda del Papa (tècnicament la filla del fill del seu cosí), Caterina de Mèdici, amb Enric, el fill del rei Francesc I. Una butlla el 3 de setembre de 1533 que donava instruccions sobre què s'havia de fer en cas que morís fora de Roma. El setembre de 1533 va marxar cap a França per solemnitzar el matrimoni. El matrimoni va tenir lloc a Marsella el 28 d'octubre de 1533. El 7 de novembre a Marsella, Climent va crear quatre nous cardenals, tots quatre francesos. També va mantenir reunions privades separades amb Francesc I i Carles V.

### Malaltia i mort
L'aliança del Papa amb Francesc I no li va servir de res, ja que l'exèrcit imperial, ara comandat per Andreu Doria, va derrotar els francesos provocant la finalment la firma forçosa de la pau de Crépy el 1544.
Climent va tornar a Roma el 10 de desembre de 1533, queixant-se de problemes estomacals i mostrant febre. No era una malaltia nova. Havia estat tan malalt a principis d'agost d'aquell any que el cardenal Agostino Trivulzio va escriure al rei Francesc que els metges del papa havien començat a témer que corria el perill de morir. El 23 de setembre de 1533, Climent va escriure una llarga carta de comiat a Carles V. També va ordenar, pocs dies abans de la seva mort, la pintura de Miquel Àngelo sobre El judici final a la capella Sixtina. Va morir el 25 de setembre de 1534, després d'haver viscut 56 anys i quatre mesos i va regnar durant 10 anys, 10 mesos i 7 dies.
S'ha dit que va morir per menjar bolets verinosos, però els símptomes i la durada de la malaltia no s'ajusten a aquesta hipòtesi. Tampoc no expliquen els efectes sobre la seva malaltia de dos viatges marítims en un termini de dos mesos. En paraules del seu biògraf Emmanuel Rodocanachi, "d'acord amb el costum d'aquells temps, la gent atribuïa la seva mort a un verí". El seu cos va ser enterrat a la basílica de Sant Pere i posteriorment traslladat a una tomba permanent al cor de l'església de Santa Maria sopra Minerva de Roma.

## Caràcter i valoracions

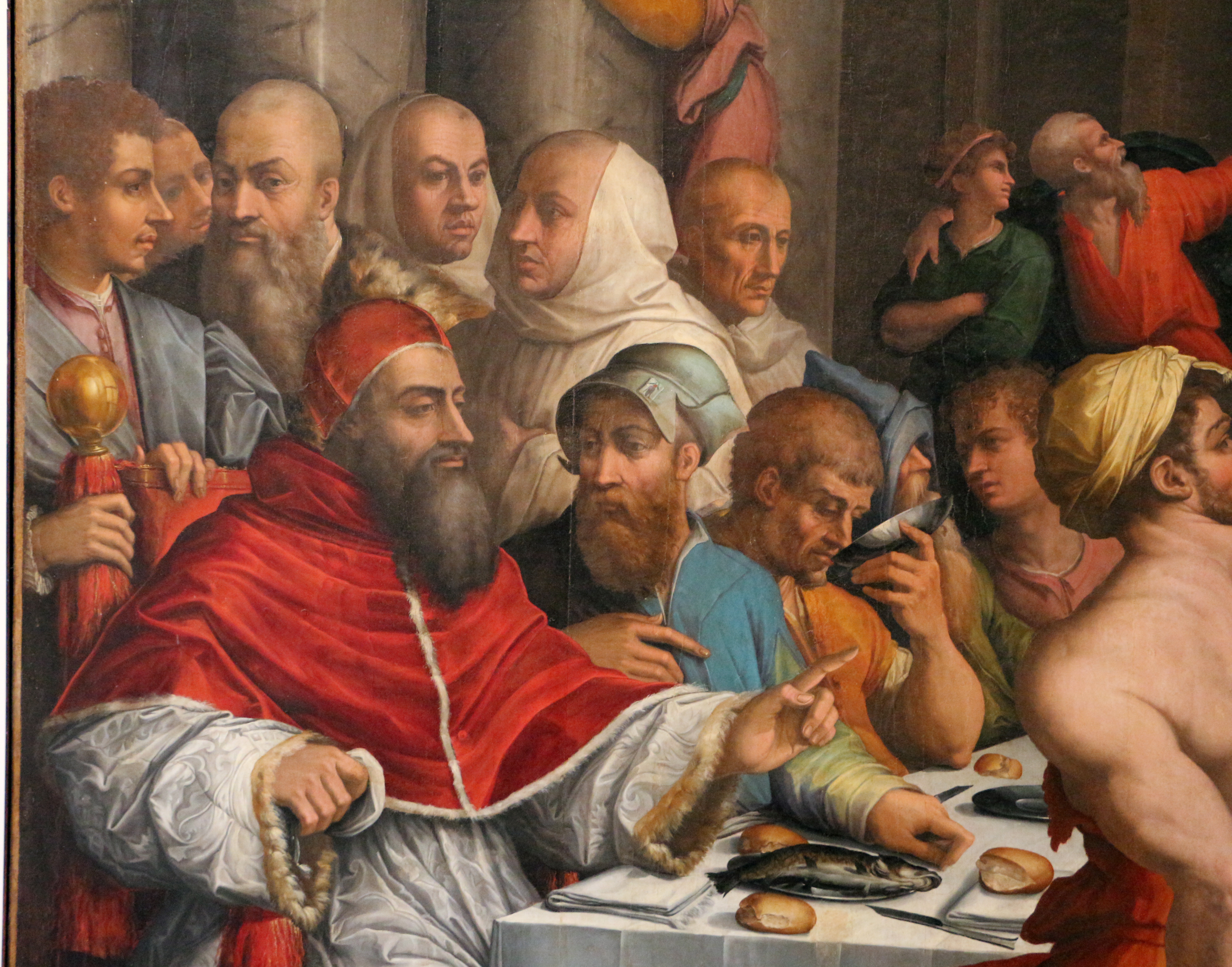
El papa Climent VII com a sant Gregori el Gran de Giorgio Vasari.

Climent era reconegut per la seva intel·ligència i consell, però calumniat per la seva incapacitat per prendre mesures oportunes i decisives. L'historiador G.F. Young escriu: "parlava amb un coneixement igual del seu tema, ja fos filosofia i teologia o mecànica i arquitectura hidràulica. En tots els assumptes va mostrar una extraordinària agudesa; les preguntes més desconcertants es van desencallar, les circumstàncies més difícils van penetrar fins al fons, per la seva extrema sagacitat. Cap home podria debatre un punt amb més adreça". L'historiador Paul Strathern escriu: "la seva vida interior va ser il·luminada per una fe inquebrantable"; també estava en "un contacte sorprenentment proper amb els ideals [de l'humanisme renaixentista] i, encara més sorprenentment, els va mostrar una profunda simpatia". Per exemple, "Climent VII no va tenir cap dificultat per acceptar la idea heliocèntrica de Copèrnic i no va veure cap desafiament a la seva fe en les seves implicacions; el seu humanisme renaixentista estava obert a teories tan progressistes". De les altres qualitats de Climent, Strathern escriu: "havia heretat la bona aparença del seu pare assassinat, tot i que aquestes tendien a caure en una cara fosca en lloc d'un somriure. També va heretar alguna cosa de l'habilitat del seu besavi Cosme de Medici amb comptes, així com una forta inclinació a la seva llegendària precaució, fent dubtar el nou papa a l'hora de prendre decisions importants; i a diferència del seu cosí Leo X, posseïa una profunda comprensió de l'art".
De les limitacions de Climent, l'historiador Francesco Guicciardini escriu: "tot i que tenia una intel·ligència molt capaç i un meravellós coneixement dels assumptes mundials, li faltava la resolució i l'execució corresponents ... Va romandre gairebé sempre en suspensió i ambigüitat quan es trobava davant de decidir aquelles coses. que de lluny havia previst, considerat i gairebé revelat moltes vegades". Strathern escriu que Climent era "un home de gairebé autocontrol glaçat, però en ell el tret Medici de la precaució autònoma s'havia aprofundit en un defecte ... En tot cas, Climent VII tenia massa comprensió: sempre podia vegeu les dues cares de qualsevol argument en particular. Això l'havia convertit en un excel·lent assessor proper al seu cosí Leo X, però va dificultar la seva capacitat per prendre les coses a les seves mans." L'Enciclopèdia Catòlica assenyala que, tot i que la seva "vida privada estava lliure de retrets i tenia molts impulsos excel·lents ... malgrat la bona intenció, totes les qualitats de l'heroisme i la grandesa se li han de negar emfàticament".

## Llegat
El papat de Climent VII és generalment considerat com un dels més tumultuosos de la història; les opinions del propi Climent solen matisar. Per exemple, el contemporani de Climent Francesco Vettori escriu que "va suportar un gran treball per convertir-se, d'un gran i respectat cardenal, en un petit i poc estimat papa", però també que "si es té en compte la vida dels papes anteriors, pot dir realment que, durant més de cent anys, cap home millor que Climent VII va estar assegut al tron. Malgrat tot, va ser en el seu dia que es va produir el desastre mentre aquests altres, plens de tots els vicis, vivien i morien de felicitat, tal com ho veu el món. Tampoc no hem d'intentar qüestionar el senyor, el nostre Déu, que castigarà —o no castigarà— de quina manera i en quin moment li agrada ».
Els desastres del pontificat de Climent —el saqueig de Roma i la reforma anglesa— es consideren punts decisius en les històries del catolicisme, Europa i el Renaixement. L'historiador modern Kenneth Gouwens escriu: "Els fracassos de Climent s'han de veure sobretot en el context de canvis importants en la dinàmica de la política europea. A mesura que la guerra a la península Itàlica es va intensificar a mitjans de la dècada de 1520, l'imperatiu d'autonomia [per a l'Església catòlica i Itàlia] va requerir enormes despeses financeres per exercir els exèrcits permanents. La supervivència política va eclipsar la reforma eclesiàstica com un objectiu a curt termini, i els costos de la guerra van requerir la reducció de la despesa en cultura. Climent va seguir polítiques coherents amb les dels seus il·lustres predecessors Juli II i Lleó X; però a la dècada de 1520, aquestes polítiques no van poder fracassar ... La reforma de l'Església, a la qual recorrerien els seus successors, va requerir recursos i un suport secular concertat que el segon papa Medici no va poder reunir ".
Quant a la lluita de Climent per alliberar Itàlia i l'Església catòlica de la dominació estrangera, l'historiador Fred Dotolo escriu que "es podria veure en el seu papat una vigorosa defensa dels drets papals contra el creixement del poder monàrquic, una lluita diplomàtica i fins i tot pastoral per conservar l'antiga divisió dins de la cristiandat dels oficis sacerdotals i reials. Si els nous monarques del primer període modern reduïssin el papat a un simple apèndix d'autoritat secular, les qüestions religioses esdevindrien poc més que la política estatal ... Climent VII va intentar frenar l'expansió del poder reial i mantenir la independència de Roma i de les prerrogatives papals. "
En una anàlisi final del papat de Climent, l'historiador E.R. Chamberlin escriu: "Climent VII, excepte els seus atributs personals, va ser protagonista d'una tragèdia grega, la víctima va ser cridada a suportar els resultats de les accions comeses molt abans. Cada reivindicació temporal dels seus predecessors havia enredat el papat una mica més en el joc letal de la política, fins i tot mentre cada degradació moral la separava una mica més del vast cos de cristians dels quals finalment va treure la seva força." Més caritativament, l'historiador modern James Grubb escriu: "de fet, en cert moment és difícil veure com li hauria anat molt millor, tenint en compte els obstacles als quals s'enfrontava. Certament, els seus predecessors des del final del Cisma havien experimentat la seva part d'oposició, però calia que algú hagués de lluitar en tants fronts com Climent i contra probabilitats tan aclaparadores? En un moment o altre va combatre el Sacre Imperi Romanogermànic (ara alimentat pels metalls preciosos d'Amèrica), els francesos, els turcs, les potències italianes rivals, les forces fracturades dins dels estats papals i els interessos consolidats dins de la pròpia cúria. Que la preciosa Liberta d'Itàlia (llibertat de dominació externa) s'hagi perdut de manera irrevocable sembla més una inevitabilitat que un producte de les falles particulars de Climent. Va fer tot el possible ... "